# Soberano (moeda inglesa)
A libra em ouro ou Soberano (em inglês, Sovereign) é uma moeda do Reino Unido, equivalente a uma libra esterlina. No entanto, é utilizada na prática como reserva de valor a usar no futuro e não como moeda de troca. A sua procura tem vindo a aumentar à medida que o preço do ouro sobe, visto que o seu valor de comercialização varia em função do respectivo peso e da cotação do ouro no mercado, o qual oscila diariamente nas bolsas internacionais. O seu estado de conservação e a data também influenciam o valor total da moeda. O seu valor diário pode ser consultado em vários sites As suas características específicas mantiveram-se invariáveis de 1817 até hoje, o que possibilita uma autenticação das libras recorrendo-se a instrumentos de pesagem e medição exclusivos da área de ourivesaria. Assim, o seu peso é de 7.98 gramas (que pode ter sofrido algum decréscimo resultante do seu uso e respectivo desgaste); a sua espessura é de 1,52 mm; o seu diâmetro é de 22,05 mm; a sua composição é de ouro de 22 quilates, contendo 91,67% de pureza; as datas gravadas numa das faces remontam a 1817.

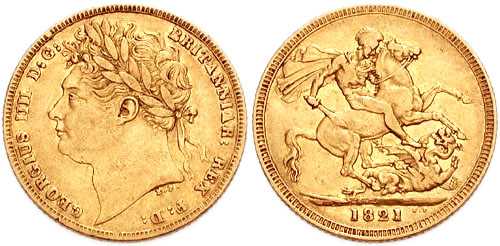
A libra inglesa em ouro de 1821

A libra foi produzida pela primeira vez em 1489 sob o reinado de Henrique VII como a maior moeda em ouro, valendo então vinte xelins, antiga unidade monetária inglesa, que correspondia à vigésima parte da libra esterlina. Esta moeda foi cunhada até 1603, tendo reaparecida só em 1817, durante a grande reforma monetária britânica. Durante um século, entre 1817-1917, as libras foram exclusivamente cunhadas no Reino Unido. Mais tarde, a sua produção estendeu-se às colónias inglesas, nomeadamente Austrália (Melbourne, Sydney e Perth) durante os reinados de Vitória e Jorge V, Índia (Bombaim), Canadá (Ottawa) e finalmente Pretoria (África do Sul). Na era vitoriana, o banco de Inglaterra começou a proceder à remoção das libras de ouro com mais de 15 anos, cujo peso diferia de 0,05 gramas devido ao seu desgaste. Notou-se um grande aumento da produção no período que antecedeu a Primeira Grande Guerra Mundial devido a factores económicos mas a sua produção foi interrompida em 1914 e substituída pela emissão de notas do tesouro utilizadas como moeda de troca. A crise financeira que se fez sentir em 1929 marcou o fim da libra enquanto meio de pagamento em circulação. No entanto, na década de 50 do século XX, muitos países insistiram na sua reintrodução no mercado.A sua imagem de confiança enquanto investimento seguro permitiram o seu regresso em 1957. No entanto, o seu fabrico ficou condicionado de novo mas desta vez enfrentando uma ameaça distinta: a contrafacção vinda de países do Sul tais como a Itália e a Síria. Estas imitações eram feitas a partir de ouro de 9 quilates e apenas eram detectadas devido à incoerência dos valores padrão, ou seja, uma moeda com o mesmo diâmetro e a mesma espessura seria 35% mais leve do que a moeda genuína se fosse fabricada a partir de ouro de 9 quilates; se o peso e o diâmetro se mantivessem iguais aos da moeda original, esta falsificação seria 54 % mais espessa.
De 1974 a 1984, foi cunhado um retrato novo da rainha Isabel II de perfil, usando uma tiara. De 1985 a 1997, a circulação de libras cunhadas em períodos anteriores foi suspensa e mais uma vez, devido à pressão exercida a nível internacional, foi retomada em 1998. Nesse mesmo ano, foi cunhado um novo retrato mais maduro da rainha Isabel II.
Graças ao seu valor crescente enquanto investimento seguro e fiável ao longo dos anos, a libra sobreviveu ao longo dos séculos até hoje sendo assim possível criar uma colecção de moedas feitas em ouro de 22 quilates que remonta ao reinado de D. Jorge III e perdura até ao século XXI.

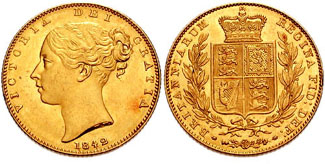
A rainha Vitória, libra datada de 1842

Numa das faces, podemos encontrar os seguintes monarcas: Henrique VII, Henrique VIII, Eduardo VI, Maria, Isabel I, Jaime I, Carlos I, Oliver Cromwell, Jorge III, Jorge IV, Guilherme IV, Vitória (quatro retratos: "Young head" que representa a rainha Vitória jovem; "Jubilee head" que representa a rainha Vitória de 68 anos com um véu e a coroa imperial da Índia; "Veiled head" que representa a rainha Vitória de 78 anos com diadema e véu, esta efígie também é conhecida em inglês como "Old Head" e foi a última representação de Vitória em moeda), Eduardo VII, Jorge V, Jorge VI, Isabel II  (existem três tipos de retrato de Isabel II, a efígie nova, que foi batida entre 1953 e 1997, e a efígie da monarca com 71 anos, cunhada de 1998 até à actualidade; existe ainda finalmente um retrato da rainha Isabel II sentada no seu trono ostentando uma coroa imponente e dois ceptros, produzido em 1989 em comemoração dos 500 anos da primeira libra cunhada sob o reino de Henrique VII em 1489). No seu reverso, foi inicialmente cunhado o brasão e a coroa da Inglaterra que posteriormente foram substituídos por um retrato de São Jorge a cavalo matando um dragão, mártir cristão venerado desde o século IV d.C. Este retrato foi desenhado pelo escultor italiano Benedetto Pistrucci e é utilizado ainda hoje. Em todas as moedas, as suas iniciais (BP) foram gravadas do lado direito da data de fabrico. Convém ainda referir que as libras ostentando o brasão inicialmente utilizado são sobrevalorizadas relativamente às libras que representam o São Jorge devido ao factor de antiguidade. No entanto, o seu Estado de Conservação e peso ditarão o valor final. As diferentes faces podem ser vistas no site http://www.goldsovereigns.co.uk que também contém uma tabela periódica de produção das moedas e respectivas cunhagens. O seu valor em libras esterlinas também é actualizado diariamente no mesmo site de acordo com as oscilações do ouro no mercado.